# Поляков Іван Матвійович
Іван Матвійович Поляков (рос. Иван Матвеевич Поляков; 11 вересня 1919, Вольськ — 1 червня 1944) — радянський льотчик-винищувач, Герой Радянського Союзу (1944, посмертно).

## Біографія
Народився 11 вересня 1919 року в місті Вольську (тепер Саратовської області) в сім'ї робітника. Росіянин. Закінчив семирічну школу і школу фабрично-заводського учнівства (ФЗУ) при Вольському цементному заводі «Більшовик». Працював слюсарем на цьому заводі, одночасно навчався в аероклубі.
У Червоній армії з 1938 року. В 1940 році закінчив Енгельське військове авіаційне училище.
З грудня 1943 року на фронтах німецько-радянської війни. 13 травня 1944 року командир ланки 907-го винищувального авіаційного полку (148-а винищувальна авіаційна дивізія, Війська ППО СРСР) старший лейтенант І. М. Поляков проявив мужність і відвагу при знищенні літака-розвідника противника в районі міста Коростеня. 1 червня 1944 року на північний схід від Коростеня в повітряному бою, витративши всі боєприпаси, здійснив таран і знищив ворожий розвідувальний літак. Загинув при тарані.

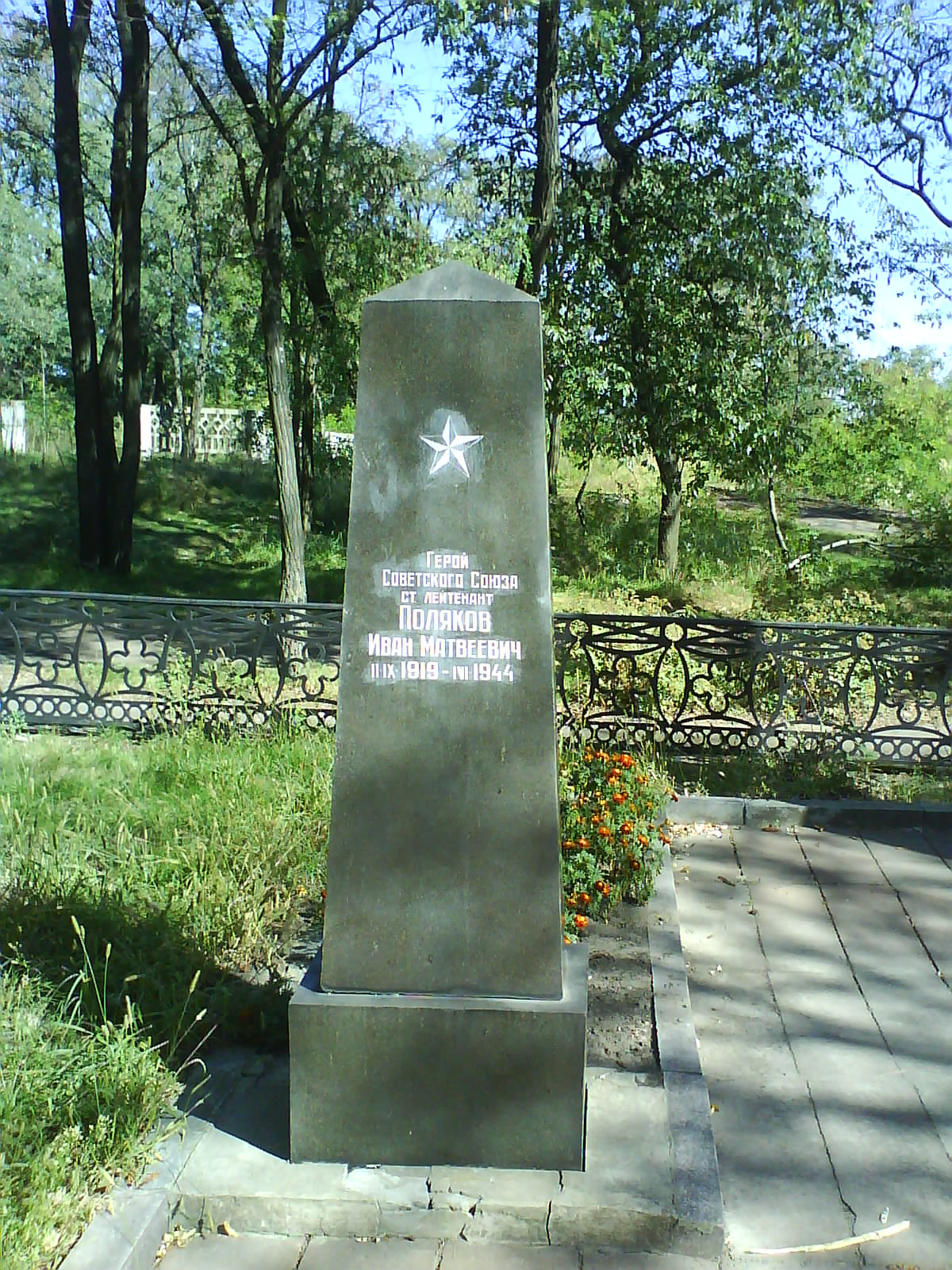
Могила Івана Полякова

Похований в Коростені. На могилі встановлено обеліск.

## Нагороди
18 листопада 1944 року Івану Матвійовичу Полякову за таран ворожого літака-розвідника посмертно присвоєне звання Героя Радянського Союзу. Нагороджений орденом Леніна.

## Пам'ять
Наказом Міністра оборони СРСР навічно зарахований до списків однієї з військових частин.
У місті Вольську ім'ям Героя названа одна з вулиць, а також встановлена меморіальна дошка на Школі мистецтв.